# Iliv, Mîkolaiiv
Iliv (în ucraineană Ілів) este un sat în comuna Stilsko din raionul Mîkolaiiv, regiunea Liov, Ucraina.

## Demografie
Componența lingvistică a localității Iliv
     Ucraineană (98,89%)
     Rusă (1,11%)
Conform recensământului din 2001, majoritatea populației localității Iliv era vorbitoare de ucraineană (98,89%), existând în minoritate și vorbitori de rusă (1,11%).